# Флотилия Рязано-Уральской железной дороги
Флотилия Рязано-Уральской железной дороги — флотилия, состоявшая из ледокола, железнодорожных паромов, а также судов различного назначения, принадлежавших Рязано-Уральской железной дороге. Флотилия возникла в 1896 году. Рязано-Уральская железная дорога (РУЖД) была единственной в Российской империи, имевшей огромную флотилию судов самого различного назначения.

## Состав флотилии и специализация
Флотилия располагала ледоколом («Саратовский ледокол»), паромами, пассажирскими пароходами, плавучими элеваторами и плавучим доком для ремонта судов. В ведомости судов РУЖД на 1896 год числилось 29 названий, в том числе: товарно-пассажирских пароходов — 2, товарных (грузовых) пароходов — 6, пассажирских пароходов — 2, паромов — 2, нефтекачек плавучих — 11, нефтеналивных судов — 3, барж — 3.
При станции Князевка находились мастерские для ремонта судов флотилии, а при станции Увек РУЖД устроила два затона, в одном из которых поставили плавучий док длиной 287 футов, шириной около 80 футов и подъемной силой 2000 тонн.
Состав флотилии к 1916 году изменился. Из пассажирских пароходов остался один, на саратовской переправе. Грузовых пароходов было 5 (из них 2 работали в Астрахани и 2 выполняли в Саратове хозяйственные и служебные работы). Имелись 2 парома, один ледокол и множество нефтекачек, а также 15 дебаркадеров и 6 барж.
Для ускорения погрузочных операций на пристанях возле Саратова (Увек) и Камышина было оборудовано по 3 наклонных плоскости. К ним приставали пароходы всех грузовых обществ, работавших от Нижнего Новгорода до Астрахани. За год через наклонные плоскости РУЖД пропускалось до 5 миллионов пудов грузов.
Гавань возле Покровской слободы РУЖД специализировала для торговли хлебом, вместо того, чтобы грузить пароходы на берегу коренной Волги, куда зерно подвозили на расстояние 4-5 вёрст по тяжелой песчаной дороге. В Покровской слободе возле железнодорожных путей и зернохранилищ зерно требовалось перемещать только на несколько десятков саженей, что сразу привлекло хлеботорговцев. Через гавань РУЖД в Покровской слободе за год проходило до 15 миллионов пудов зерна.
Чтобы обеспечить в Саратове перевалку нефтепродуктов, доставлявшихся по Волге из Баку, РУЖД построила на своих волжских станциях нефтехранилища и завозной склад около города Козлова с плавучими и береговыми паровыми нефтекачками большой производительности. Плавучие нефтекачки перемещали нефть из барж в цистерны или резервуары, а стационарные береговые нефтекачки обеспечивали перелив из цистерн в резервуары и обратно. Склады нефти с плавучими нефтекачками располагались на береговых станциях Увек, Покровск, Камышин и Бузан. Общая ёмкость этих хранилищ составляла 7195 тысяч пудов нефтепродуктов.

## Первая в России паромная переправа
Перевозка вагонов через Волгу осуществлялась между станцией Увек на правом берегу и станцией Сазанка — на левом. Первоначально переправа состояла из одного парового парома, ледокола и причальных ряжевых устройств, по которым рельсы подходили прямо к реке.
Первый паром и ледокол стоимостью соответственно 22550 и 47240 фунтов стерлингов. были заказаны английскому заводу «Sir W. G. Armstrong Mitchell & C°» в Ньюкастле в 1894 году. Паром назвали «Саратовская переправа», а ледокол — «Саратовский». Паром имел длину 44,81 м, ширину 10,97 м, высоту в 15 м. (высота борта 5,03 м.), водоизмещение 870/1000 т. и принимал на борт 28 вагонов, размещаемых в четыре одинаковых нитки. Сложность его постройки заключалась в том, что разность уровней воды в Волге весной и летом составляла 14 метров и более. Чтобы приспособить судно к этому, на пароме были установлены гидравлические подъёмники в носу, способные поднимать вагоны на 7,6 метра над уровнем палубы, и строительством в два уровня приёмных железнодорожных линий на посадочной площадке.
Пароход-ледокол имел длину 147 футов, ширину 36 футов, максимальную осадку до 14 футов, мог перевозить 400 пассажиров и 3000 пудов груза и должен был пробивать сплошной лёд толщиной до 28 дюймов. На обоих судах было установлено было по 2 паровые машины.
Интересно, что суда были доставлены на Волгу в Саратов по системе Мариинского канала, не рассчитанного на суда такого класса, поэтому договор предусматривал: в конструкции каждого судна ледокола должна быть продольная перегородка, чтобы разделить судно на две продольные части. После прохождения канала части пароходов воссоединили.
Строительство переправы обошлось обществу РУЖД в 2.5 млн рублей вместо 10 млн, которые бы стоил мост, причём не одномоментно, а за 10 лет (1896—1906).
Переправа начала действовать в 1896 году и таким образом является первой в России (Байкальская железнодорожная паромная переправа начала действовать в 1900 году).
В 1908 году правление РУЖД заказало Сормовскому заводу второй паром для Увекской переправы с более сильным двигателем и более мощным подъемным приспособлением, мощностью 1400 лошадиных сил, с винтовым движителем, а также спецоборудованием для подъёма и перемещения вагонов длиной 51,5 фута, что давало возможность ставить на них пульмановский пассажирский вагон или по два товарных, и паровозы массой до 45 тонн. Судно, получившее имя «Переправа вторая», вышло на линию в 1909 году и принимало также 28 вагонов на 4 нитки, но большего размера. С увеличением провозной мощности переправа стала справляться с грузопотоком и ежегодно перевозила через Волгу в оба конца 130 тысяч вагонов.
К 1914 году и эта мощность была исчерпана. Выход нашли в организации ледовой переправы на три зимних месяца. Перед укладкой рельсов намораживали лёд. Вагоны передвигали от берега к берегу с конной тягой, пассажиров перевозили на ледоколе. Это помогало паромам справиться с потоком вагонов.
В 1926 году для паромной переправы был сооружён на Сормовском заводе ещё один паром — «Сталин».

## Сталинградская битва
В январе 1942 г. для снабжения Сталинграда с левого берега Волги была принята в эксплуатацию первая очередь железнодорожной линии Сталинград--Владимировка с паромной ледокольной переправой через Волгу, чуть выше посёлка Спартановка. Для неё и пригодились мощные самоходные паромы флотилии Рязанско-Уральской железной дороги «Переправа Вторая» и «Иосиф Сталин» с приданным ледоколом «Саратовский» и баркасом «Рутка». Штат переправы составил 376 человек.
Переправа ежесуточно перевозила в Заволжье до 600 вагонов с эвакуационными грузами и машинами, ранеными и эвакуированным гражданским населением. Из Сталинграда были эвакуированы 600 паровозов и 26 тысяч вагонов с заводским оборудованием, ранеными и беженцами — около 400 тысяч человек, в том числе были эвакуированы на Урал 25 тысяч рабочих Сталинградского тракторного завода с семьями. Также была организована отправка в глубокий тыл раненых солдат и офицеров, медицинского и обслуживающего персонала сталинградских госпиталей, их оборудования. За июль и первую половину августа только из одной Сталинградской области было вывезено около 30 тысяч вагонов хлеба.
С зимы 1941/42 гг. по 23 августа 1942 года по переправе проследовало в обоих направлениях 53 тысячи вагонов. Немцы постоянно бомбили её, только в июле — августе 1942 года совершив на неё 150 авианалётов. Однако паромы продолжали работать даже тогда, когда к Волге прорвались немецкие танки.

## Судьба флотилии
К 1960-м годам на плаву осталось только два судна бывшей флотилии. Ледокол «Саратовский» использовали при строительстве саратовского автодорожного моста через Волгу. Он резал лёд, делал каналы для подвоза частей моста к быкам и больших узлов — «птичек» . А после завершения строительства моста ледокол списали и затопили недалеко от энгельсского берега. Другой пароход РУЖД, по предположениям — «Четвёртый», был переделан под паромную переправу для автотранспорта и переименован в «Персидский» в честь военного комиссара Покровска в 1919 году. После завершения строительства моста и он был списан на металлолом.